# Phaonia shannoni
Phaonia shannoni este o specie de muște din genul Phaonia, familia Muscidae, descrisă de Carvalho și Adrian C. Pont în anul 1993. Conform Catalogue of Life specia Phaonia shannoni nu are subspecii cunoscute.